# Braguinha
Die Braguinha (portugiesisch), auch Machete, ist eine kleine gezupfte Kastenhalslaute von der Insel Madeira (Portugal). Die Stimmung der vier Stahlsaiten ist in der Regel, wie beim Cavaquinho, d′ – g′ – b′ – d″. Sie wird oft zur Akkordbegleitung zum Gesang verwendet.
Die Braguinha stammt vom portugiesischen Cavaquinho ab und gehört damit zur gleichen Familie wie die Ukulele auf Hawaii und die Kroncong in Indonesien.